# Cedo ou Tarde

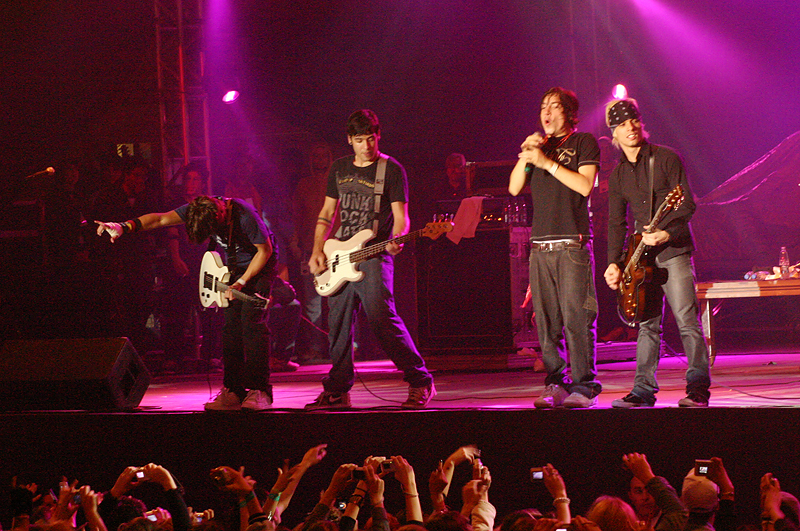
Concierto de NX Zero en 2007.

«Cedo ou Tarde», Tarde o Temprano en español, es el primer sencillo del tercer álbum de estudio de la banda brasileña NX Zero, Agora, lanzado en 2008. La canción, una balada de rock, fue lanzada en Brasil el 25 de mayo de 2008 en el programa Hit Parade Brasil.
El sencillo puede ser el más conocido de la banda fuera de Brasil, por la rotación del video en distintos medios. Ha sido cantada en español.
Su letra es un homenaje al padre del guitarrista y el apoyo vocal de la banda, Gee Rocha, quien murió antes conocerlo. Por lo tanto, la gente se unió a la llamada Familia NX Zero, movido mucho personas.

## Video
El video de la canción se estrenó en junio, muestra a la banda cantando en un escenario con una orquesta detrás de ellos. El video también muestra videos caseros de los integrantes en su infancia.

## Rotación
- Boomerang Latinoamérica: BoomBox en Estudio con NX Zero y BoomBox Videos.
- TV Globo Transmisiones Internacionales: Malhação.

Rotación fuera de Brasil